# The Essential
The Essential és el nom d'una sèrie de compilacions editades per Sony BMG recording conglomerate. La sèrie va començar el 31 d'octubre de 2000 amb el títol The Essential Bob Dylan. Molts d'aquests reculls compten amb dos discos, tot i que a partir del 2003 han aparegut reculls d'un sol disc; fins i tot The Essential Bruce Springsteen està disponible en dos o tres discos.

## Títols de la col·lecció
L'àlbums que han estat certificats com a disc de platí per la RIAA estan marcats amb un ▲. Els àlbums certificats com a disc d'or estan marcats amb ●. El títol més venut de la col·lecció és The Essential Billy Joel, l'únic que ha arribat al doble platí amb més de dos milions de còpies venudes. En total, la col·lecció The Essential ha venut més de dotze milions de còpies.
La llista que hi ha a continuació és només orientativa.
- The Essential Roy Acuff (un disc)
- The Essential Alabama
- The Essential Adam Ant (un disc)
- The Essential Alice in Chains
- The Essential Allman Brothers Band: The Epic Years (un disc)
- The Essential Louis Armstrong
- The Essential Fred Astaire (un disc)
- The Essential Chet Atkins: The Columbia Years (un disc)
- The Essential Gene Autry
- The Essential Babyface (un disc)
- The Essential Bangles (un disc)
- The Essential Harry Belafonte
- The Essential George Benson
- The Essential Blue Öyster Cult
- The Essential Tony Bennett
- The Essential Toni Braxton
- The Essential Dave Brubeck
- The Essential Byrds
- The Essential Mary Chapin Carpenter (un disc)
- The Essential Johnny Cash ▲
- The Essential Cheap Trick
- The Essential Chieftains
- The Essential Clash
- The Essential Rosemary Clooney (un disc)
- The Essential David Allan Coe (un disc)
- The Essential Leonard Cohen
- The Essential Judy Collins
- The Essential Ray Conniff
- The Essential Bing Crosby: The Columbia Years (un disc)
- The Essential Rodney Crowell (un disc)
- The Essential The Charlie Daniels Band (un disc)
- The Essential Miles Davis
- The Essential John Denver
- The Essential Neil Diamond ▲
- The Essential Joe Diffie (un disc)
- The Essential Dion (un disc)
- The Essential Plácido Domingo
- The Essential Donovan (un disc)
- The Essential Dr. Hook and The Medicine Show (un disc)
- The Essential George Duke
- The Essential Bob Dylan ▲
- The Essential Earth, Wind & Fire ●
- The Essential Electric Light Orchestra (un disc)
- The Essential Duke Ellington
- The Essential Gloria Estefan
- The Essential Fishbone (un disc)
- The Essential Dan Fogelberg (un disc)
- The Essential George Gershwin
- The Essential Merle Haggard: The Epic Years (un disc)
- The Essential Daryl Hall & John Oates
- The Essential Herbie Hancock
- The Essential Heart
- The Essential Hollywood
- The Essential Iron Maiden
- The Essential Isley Brothers
- The Essential Mahalia Jackson
- The Essential Michael Jackson
- The Essential Jacksons (un disc)
- The Essential Jefferson Airplane
- The Essential Billy Joel ▲2
- The Essential George Jones
- The Essential Janis Joplin
- The Essential Journey ▲
- The Essential Judas Priest
- The Essential Kenny G.
- The Essential Kris Kristofferson
- The Essential Cyndi Lauper (un disc)
- The Essential Kenny Loggins
- The Essential Yo-Yo Ma
- The Essential Taj Mahal
- The Essential Barry Manilow
- The Essential Bob Marley
- The Essential Johnny Mathis
- The Essential Harold Melvin & The Blue Notes (un disc)
- The Essential Men At Work (un disc)
- The Essential Glenn Miller
- The Essential Molly Hatchet (un disc)
- The Essential Eddie Money (un disc)
- The Essential Thelonious Monk (un disc)
- The Essential Shawn Mullins (un disc)
- The Essential Willie Nelson ●
- The Essential O'Jays (un disc)
- The Essential Roy Orbison
- The Essential Ozzy Osbourne ●
- The Essential Dolly Parton
- The Essential Poco (un disc)
- The Essential Elvis Presley (2 de gener de 2007)
- The Essential Charley Pride
- The Essential Tito Puente
- The Essential Redbone (un disc)
- The Essential Jim Reeves
- The Essential REO Speedwagon
- The Essential Marty Robbins
- The Essential Santana ●
- The Essential Earl Scruggs
- The Essential Pete Seeger (un disc)
- The Essential Ravi Shankar
- The Essential Artie Shaw
- The Essential Simon and Garfunkel ▲
- The Essential Frank Sinatra: The Columbia Years (un disc)
- The Essential Sly & The Family Stone
- The Essential Bruce Springsteen (versió amb dos o tres discos) ▲
- The Essential Stabbing Westward (un disc)
- The Essential Barbra Streisand ▲
- The Essential Peter Tosh: The Columbia Years (un disc)
- The Essential Toto (un disc)
- The Essential Luther Vandross ●
- The Essential Jimmie Vaughan (un disc)
- The Essential Stevie Ray Vaughan And Double Trouble ●
- The Essential Tammy Wynette (un disc)